# Asia Nitollano
Asia Nitollano (14 de febrero de 1988) es una cantante y bailarina estadounidense ganadora en 2007 del concurso de televisión que escogen las integrantes del grupo The Pussycat Dolls.

## Vida y carrera
Es hija de Joe Bataan, músico filipino de R&B, y de madre puertorriqueña. Tiene una niña.
Bailaba para New York Knicks. En 2007 llegó a ser una de las 9 finalistas en Pussycat Dolls Present: The Search for the Next Doll, un reality de The CW Network. Fue seleccionada por los jueces Robin Antin, Ron Fair y Lil Kim. De acuerdo con los jueces y  la fundadora de Pussycat Dolls, Robin Antin, aunque Nitollano no era la mejor vocalista entre las tres finalistas, sí tenía gran presencia en el escenario y tenía una mejor actuación.
En julio de 2007, el Chicago Sun-Times informó que Nitollano, quien no llegó a firmar el contrato con Pussycat Dolls, había decidido seguir sola su carrera. Según Dawn Ostroff, jefe de The CW Network, Nitollano no fue despedida sino que optó por seguir sola después de que el programa se emitiese. El puesto de Nitollano en el grupo ha sido cuestionado dado que nunca actuó en el mismo, excepto en la final del show y ha estado ausente de sus presentaciones importantes.